# Schizotricha parvula
Schizotricha parvula är en nässeldjursart som beskrevs av Nutting 1900. Schizotricha parvula ingår i släktet Schizotricha och familjen Halopterididae. Inga underarter finns listade i Catalogue of Life.